# Люк Фокс
Люк Фокс (на английски: Luke Fox) e английски мореплавател, изследовател на Северна Америка.

## Произход и първи плавания (1586 – 1630)
Роден е на 20 октомври 1586 година в Кингстън ъпон Хъл, графство Източен Йоркшър, Англия, в семейството на моряка Ричард Фокс. Като младеж придобива знания за мореплаването пътувайки на юг към Франция, Испания и Средиземно море и на север до Балтийско море, Дания и Норвегия.
През 1606 предлага услугите си като партньор на Джон Уайт за пътуване до Гренландия, но е отхвърлен защото е твърде млад. В същи период е запленен от идеята да търси Северозападния проход.

## Експедиционна дейност (1630 – 1631)
През 1630 г., по молба на Фокс, крал Чарлз I предоставя в негово разпореждане военноморския кораб „Кинг Чарлз“ за търсене на Северозападния проход, интересът към който избухва с нова сила. Фокс е уверен в своя успех и подписва договор с Британската Източноиндийска компания за доставка на черен пипер, а кралят му връчва писма до японския император. С помощта на английски търговци експедицията е организирана и оборудвана и през април 1631 напуска лондонското пристанище.
През юни достига до Хъдсъновия проток и плава през него в продължение на 19 дни. Поради това, че пътя му на северозапад е преграден от ледове, завива на югозапад, проследява южния бряг на остров Саутхамптън, в края на юли достига до 65º 30` с.ш. и вторично открива протока Рос Уелкъм (отделящ Саутхамптън на изток от континента на запад). Изследва западния бряг на Хъдсъновия залив, открива остров Марбъл (62°40′ с. ш. 91°00′ з. д. / 62.666667° с. ш. 91° з. д.) и вторично на 8 август устието на река Нелсън. През август изследва южния бряг на залива от устието на Нелсън до 55°10′ с. ш. 83°05′ з. д. / 55.166667° с. ш. 83.083333° з. д.. От там Фокс завива на север, пресича целия Хъдсънов залив, минава покрай западния вход на Хъдсъновия проток и открива п-ов Фокс (югозападната част на Бафинова земя). На 22 септември в открития от него Басейн Фокс (отделящ Бафинова земя от континента) достига до 66º 35` с.ш. Същия ден открива и протока Фокс, съединяващ Басейна Фокс с Хъдсъновия залив. На 31 октомври се завръща в Англия, като нито един човек не умира по време на плаването, макар болните да са много, в т.ч. и той самия.

## Последни години (1631 – 1635)
Отчетът за плаването си публикува през 1635 и същата година умира на 15 юли в Уитби, графство Северен Йоркшър, на 48-годишна възраст.
През 1894 плаването му е издадено под названието „The voyages of Captain Luke Foxe of Hull, and Captain Thomas James of Bristol, in search of a North-West passage“ (v. 1 – 2, 1894).

## Памет
Неговото име носят:
- басейн Фокс (67° с. ш. 78° з. д. / 67° с. ш. 78° з. д.), между п-ов Мелвил на запад и остров Бафинова земя на север и изток;
- п-ов Фокс (65° с. ш. 76° з. д. / 65° с. ш. 76° з. д.), в югозападната част на остров Бафинова земя;
- проток Фокс (64°20′ с. ш. 79°20′ з. д. / 64.333333° с. ш. 79.333333° з. д.), съединяващ басейна Фокс с Хъдсъновия залив.